# Movimento Tecnocrata
O movimento tecnocrata é um movimento social que surgiu no começo do século XX. A Tecnocracia foi brevemente popular nos Estados Unidos e Canadá no início de 1930, antes de ser obscurecida por outras propostas para lidar com a Grande Depressão. Os tecnocratas propunham substituir os políticos e executivos por cientistas e engenheiros que teriam as competências técnicas necessárias para gerir a economia e o país genericamente.
O movimento estava comprometido em se abster de todas as atividades revolucionárias e políticas. Este movimento ganhou força na década de 1930, mas em 1940, devido a uma suposta oposição inicial à Segunda Guerra Mundial, ou WW2, foi proibido no Canadá. A proibição foi suspensa em 1943, quando ficou aparente que a "Technocracy Inc. estava comprometida com o esforço de guerra, propondo um programa de recrutamento total". O movimento tecnocrata continuou a se expandir e a se diversificar durante o restante da guerra e novas seções foram formadas em Ontário e nas Províncias Marítimas.
Nos anos do Pós-Guerra, talvez devido à contínua e crescente prosperidade, a participação e o interesse pela tecnocracia como movimento, diminuíram. Embora atualmente seja relativamente insignificante, o movimento da tecnocracia sobrevive até os dias atuais,  e a partir de 2013, autores continuavam a publicar um boletim informativo, mantendo um site e realizando reuniões ou conferências de membros.

## Visão geral
Os defensores da tecnocracia afirmam que as formas de governo e economia baseadas no sistema de preços são estruturalmente incapazes de ação efetiva, e promoveram uma sociedade chefiada por especialistas técnicos, que eles argumentaram ser algo mais racional e produtivo.
A vinda da Grande Depressão introduziu ideias radicalmente diferentes de engenharia social, culminando em reformas introduzidas pelo New Deal. No final de 1932, vários grupos nos Estados Unidos se denominavam tecnocratas e propunham reformas.
Em meados da década de 1930, o interesse pelo movimento da tecnocracia estava em declínio. Alguns historiadores atribuíram o declínio do movimento tecnocrático à ascensão do New Deal de Roosevelt. O historiador William E. Akin rejeita a conclusão de que as ideias da tecnocracia declinaram por causa da atratividade de Roosevelt e do New Deal. Em vez disso, Akin argumenta que o movimento declinou em meados da década de 1930, como resultado do fracasso dos tecnocratas em conceber uma "teoria política viável para alcançar a mudança" (p. 111 Technocracy and the American Dream: The Technocrat Movement, 1900-1941 por William). E. Akin). Akin postula que muitos tecnocratas permaneceram atuantes e insatisfeitos e muitas vezes simpáticos aos esforços de terceiros contra o New Deal, o novo acordo económico que possibilitou a retoma económica Norte-Americana, no contexto da Grande Depressão.
Numerosos livros discutiram a ascensão e o declínio do movimento da tecnocracia, o movimento tecnocrata explicitao. Um deles é o Technocracy and the American Dream: The Technocrat Movement (Tecnocracia e o Sonho Americano: O Movimento Tecnocrata), 1900-1941, de William E. Akin.

## Planos tecnocráticos

### Contabilidade energética
A contabilidade energética é um sistema hipotético de distribuição, que registra a energia usada para produzir e distribuir os bens e serviços consumidos pelos cidadãos de um Tecnato. As unidades deste sistema de contabilidade se denominariam certificados de energia ou simplesmente unidades de energia, que substituiriam o dinheiro em um Tecnato, mas ao contrário do dinheiro tradicional ou unidades monetárias conhecidas, os certificados de energia não podem ser acumulados ou ganhados, mas distribuídos entre a população.
A quantidade de energia de consumo dada a cada cidadão seria calculada determinando-se a capacidade produtiva total (menos a manutenção da infra-estrutura) do Tecnato e dividindo-a igualmente. As unidades de energia ou certificados não seriam fisicamente utilizados pela população porque o sistema seria informatizado. Na contabilidade energética, a tecnato utilizaria informações sobre os recursos naturais, capacidade industrial e hábitos de compra do cidadão para determinar quantos bens e serviços a população consome, de tal forma que a produção pode ser ajustada com o consumo (com sustentabilidade).
As razões dadas para a contabilidade energética são garantir o mais alto padrão de vida possível, bem como a igualdade entre os cidadãos do Tecnato, e proibir o dispêndio de recursos além da capacidade produtiva ou ecológica. Os tecnocratas apontam que a contabilidade energética não é racionamento, mas uma maneira de distribuir riqueza e medir a demanda. Todo cidadão da Tecnato deve receber quantidades iguais de poder consumir dentro do contexto de sustentabilidade, no qual os tecnocratas chamam de design social científico.

### Os tecnatos
O termo tecnato foi cunhado pelo movimento tecnocrático para descrever a região sobre a qual uma sociedade tecnocrática operaria. Todos os recursos e indústria nesta região ou território seriam usados para fornecer abundância de bens e serviços aos cidadãos.
Um tecnato não poderia ser fundado como um país atual, possuindo vários requisitos a serem atendidos para poder operar:
- Recursos naturais suficientes para criar abundância;
- Uma base industrial e científica preexistente;
- Um número suficiente de pessoal qualificado para operar a infraestrutura que fornece a abundância.

#### O tecnato americano

Extensão do Tecnato Norte-americano proposto.

Segundo o movimento tecnocrático estadunidense, o único território capaz de formar um tecnato seria a América do Norte, América Central, Islândia e partes da América do Sul e da Oceania. Os recursos minerais e energéticos de algumas dessas regiões seriam complementados pela capacidade industrial e agrícola de outras.
Se fosse fundado hoje, esse tecnato conteria aproximadamente 600 milhões de habitantes e sua área total seria de 26 milhões de km², tornando-se o maior Estado do mundo. Seu território se estenderia desde o Polo Norte até às proximidades da Linha do Equador, e desde a Linha Internacional de Data até o oceano Atlântico.

### Os urbanatos
Uma vez que o tecnato fosse estabelecido, os tecnocratas propõem construir uma nova forma de cidade chamada urbanato. Um urbanato seria essencialmente um conjunto de edifícios onde os cidadãos vivem e trabalham. Esses lugares teriam todas as facilidades necessárias para a vida da comunidade, como escolas, hospitais, áreas comerciais, gestão de resíduos e instalações de reciclagem, centros esportivos e áreas públicas.
Os tecnocratas vêem os urbanatos como algo semelhante aos resorts, mas com um design que respeite o meio ambiente. O urbanato seria alcançado através do sistemas de transporte em massa.
As áreas urbanas seriam conectadas por uma rede de trens de alta velocidade, redes de canais e transporte aéreo. Esses sistemas também seriam conectados a locais industriais para o transporte de mercadorias para os consumidores e para todas as áreas recreativas e de férias do tecnato.
A razão pela qual os tecnocratas propõem a reestruturação da vida urbana é porque as cidades modernas são planejadas e construídas de forma precária, de modo aleatório, o que levou a ineficiências e desperdício. Os tecnocratas sugerem que as áreas urbanas antigas são gradualmente recicladas para alavancar seus recursos (tais como aço, vidro, plástico, etc.), que por sua vez seriam usados para a construção de urbanatos. Estruturas históricas de grande valor seriam preservadas.

### Calendário

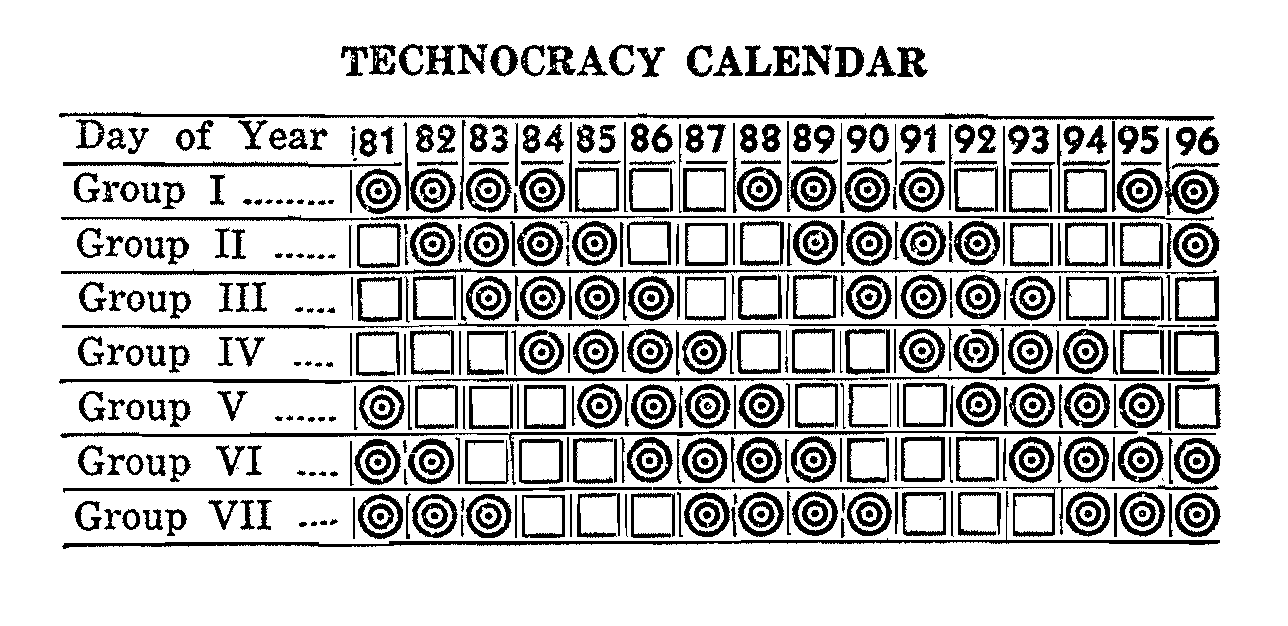
Um calendário tecnocrático

O movimento tecnocrata planejou reformar o cronograma de trabalho, para atingir o objetivo de produção ininterrupta, maximizando a eficiência e rentabilidade dos recursos, meios de transporte e entretenimento, evitando o "efeito do fim de semana".
De acordo com os cálculos do movimento, bastaria que cada cidadão trabalhasse em um ciclo de quatro dias consecutivos, quatro horas por dia, seguidos de três dias de folga. Ao "revestir" os dias e as horas de trabalho de sete grupos, a indústria e os serviços poderiam ser operados 24 horas por dia, sete dias por semana. Este sistema incluiria períodos de férias atribuídos a cada cidadão.

## Publicações
- Technocracy Study Course [Technocracy, Inc.] (1934)
- Technocracy Handbook [Technocracy, Inc.], (1939)
- The Sellout of the Ages, Howard Scott, (1941)
- Our Country, Right or Wrong, (1946)
- Continentalism: The Mandate of Survival, (1947)

## Livros
Livros a sobre a história do Movimento Tecnocrata:
- William E. Akin: Technocracy and the American Dream: The Technocrat Movement, 1900–1941 (University of California Press, 1977) ISBN 0-520-03110-5
- Henry Elsner: The Technocrats, Prophets of Automation (Syracuse University Press, 1967)
- Harold Loeb: Life in a Technocracy. What it Might Be Like (The Viking Press, 1933)
- Allen Raymond: What is Technocracy? (McGraw-Hill Publishing Co., LTD., 1933)